# Roskilde Festival 1976
Roskilde Festivalen blev i 1976 afholdt fra den 2. juli til den 4. juli. Dette år spillede Dr. Hook splitternøgne.

## Musikgrupper
- Ache (DK)
- Alan Stivell (FR)
- The American Folkband (DK)
- Andrew John & Lissa (UK/DK)
- The Baker-Gurvitz Army (UK)
- Bifrost (DK)
- Buffalo (DK)
- Buki Yamaz (DK)
- Coma (DK)
- Culpeper (DK)
- Dr. Hook & The Medicine Show (US)
- Les Enfants de Dieu (FR)
- Five Hand Reel (UK)
- Fynsk Harmoniforvirring (DK)
- Gnags (DK)
- Happy Hagis (DK)
- Haster Show Band (DK)
- HotLips (DK)
- Hvalsøspillemændene (DK)
- Jens Folkesanger, Inge & Else (DK)
- Jesse Winchester (UK)
- Kaptajn Klo (DK)
- Lirum Larum (DK)
- Magma (FR)
- Main Act (DK)
- McEwans Export (DK)
- Mosaik (DK)
- Papa Bues Viking Jazzband (DK)
- Patria (DK)
- Paul Banks & Bill Hazen (US)
- Peter Craig & Ole Anderson (UK/DK)
- Røde Mor (DK)
- Spillemændene (DK)
- Steeleye Span (UK)
- Tequila (DK)
- Theis-Nygaard Jazzband (DK)
- Tom Luke & Band (DK)
- Tramp (DK)
- Troldmandens lærling (DK)
- Viggo Kanding (DK)
- Weather Report (US)
- Mick Whellans (UK)
- Wigwam (FIN)
- Workshop Band (DK)